# Kenichi Tanimura
Kenichi Tanimura (谷村 憲一 Tanimura Kenichi?), född 26 januari 1995 i Iwate prefektur, är en japansk fotbollsspelare.
Tanimura började sin karriär 2013 i Montedio Yamagata. 2014 flyttade han till Gainare Tottori. Efter Gainare Tottori spelade han för Grulla Morioka. 